# Galatasaray Istanbul/Saison 2020/21
Die Saison 2020/21 von Galatasaray Istanbul war die 113. Saison in der Vereinsgeschichte und die 63. Saison in der türkischen Liga, der Süper Lig. Der Klub beendete die Saison auf dem 2. Platz. Die Türkiye Kupası endete für Galatasaray im Viertelfinale. In der UEFA Europa League schieden die Gelb-Roten in den Play-offs aus.

## Personalien

### Kader
| Nr.        | Nat.                           | Name                 | Geburtsdatum  | im Verein seit | vorheriger Verein   |
| Torhüter   | Torhüter                       | Torhüter             | Torhüter      | Torhüter       | Torhüter            |
| ---------- | ------------------------------ | -------------------- | ------------- | -------------- | ------------------- |
| 01         | Uruguay Italien                | Fernando Muslera     | 16. Juni 1986 | 2011           | Lazio Rom           |
| 34         | Turkei                         | Okan Kocuk           | 27. Juli 1995 | 2019           | Bursaspor           |
| 99         | Turkei                         | Fatih Öztürk         | 22. Dez. 1986 | 2020           | Kasımpaşa Istanbul  |
| Abwehr     |                                |                      |               |                |                     |
| 02         | Turkei                         | Şener Özbayraklı     | 23. Jan. 1990 | 2019           | Fenerbahçe Istanbul |
| 03         | Norwegen                       | Omar Elabdellaoui    | 5. Dez. 1991  | 2020           | Olympiakos Piräus   |
| 14         | Norwegen                       | Martin Linnes        | 20. Sep. 1991 | 2016           | Molde FK            |
| 15         | Suriname Niederlande           | Ryan Donk            | 30. Apr. 1986 | 2016           | Kasımpaşa Istanbul  |
| 19         | Turkei Niederlande             | Ömer Bayram          | 27. Juli 1991 | 2018           | Akhisarspor         |
| 22         | Vereinigte Staaten Lettland    | DeAndre Yedlin       | 9. Juli 1993  | 2021           | Newcastle United    |
| 23         | Turkei                         | Emre Taşdemir        | 8. Aug. 1995  | 2019           | Bursaspor           |
| 27         | Kongo Demokratische Republik   | Christian Luyindama  | 8. Jan. 1994  | 2019           | Standard Lüttich    |
| 36         | Uruguay                        | Marcelo Saracchi     | 23. Apr. 1998 | 2020           | RB Leipzig          |
| 45         | Brasilien                      | Marcão               | 23. Juni 1986 | 2019           | GD Chaves           |
| 49         | Nigeria                        | Valentine Ozornwafor | 1. Juni 1999  | 2019           | Enyimba Aba         |
| Mittelfeld |                                |                      |               |                |                     |
| 04         | Turkei                         | Taylan Antalyalı     | 8. Jan. 1995  | 2019           | BB Erzurumspor      |
| 13         | Nigeria                        | Oghenekaro Etebo     | 9. Nov. 1995  | 2020           | Stoke City          |
| 20         | Turkei Frankreich              | Emre Akbaba          | 4. Okt. 1992  | 2018           | Alanyaspor          |
| 54         | Turkei                         | Emre Kılınç          | 23. Aug. 1994 | 2020           | Sivasspor           |
| 63         | Turkei                         | Bartuğ Elmaz         | 19. Feb. 2003 | 2013           | eigene Jugend       |
| 66         | Turkei                         | Arda Turan           | 30. Jan. 1987 | 2020           | FC Barcelona        |
| 83         | Portugal Sao Tome und Principe | Gedson Fernandes     | 9. Jan. 1999  | 2021           | Benfica Lissabon    |
| Angriff    |                                |                      |               |                |                     |
| 07         | Nigeria                        | Henry Onyekuru       | 5. Juni 1997  | 2020           | AS Monaco           |
| 08         | Niederlande Suriname           | Ryan Babel           | 19. Dez. 1986 | 2019           | FC Fulham           |
| 09         | Kolumbien Venezuela            | Falcao               | 10. Feb. 1986 | 2019           | AS Monaco           |
| 11         | Turkei Niederlande             | Halil Dervişoğlu     | 8. Dez. 1999  | 2021           | FC Brentford        |
| 17         | Turkei                         | Oğulcan Çağlayan     | 22. März 1996 | 2020           | Çaykur Rizespor     |
| 18         | Turkei                         | Kerem Aktürkoğlu     | 21. Okt. 1998 | 2020           | 24 Erzincanspor     |
| 31         | Agypten                        | Mostafa Mohamed      | 28. Nov. 1997 | 2021           | al Zamalek SC       |
| 89         | Algerien Frankreich            | Sofiane Feghouli     | 26. Dez. 1989 | 2017           | West Ham United     |

#### Transfers
| Zugänge | Abgänge |
| --- | --- |
| Sommer 2020 - Kerem Aktürkoğlu (24 Erzincanspor) - Florin Andone (Brighton & Hove Albion) a. - Ryan Babel (Ajax Amsterdam) w.a. - Oğulcan Çağlayan (Çaykur Rizespor) - Omar Elabdellaoui (Olympiakos Piräus) - Oghenekaro Etebo (Stoke City) a. - Emre Kılınç (Sivasspor) - Valentine Ozornwafor (UD Almería) w.a. - Fatih Öztürk (Kasımpaşa Istanbul) - Emre Taşdemir (Kayserispor) w.a. - Arda Turan (FC Barcelona) Winter 2020/21 - Halil Dervişoğlu (FC Brentford) a. - Gedson Fernandes (Benfica Lissabon) a. - Mostafa Mohamed (al Zamalek SC) a. - Henry Onyekuru (AS Monaco) a. - DeAndre Yedlin (Newcastle United) | Sommer 2020 - Yunus Akgün (Adana Demirspor) a. - Atalay Babacan (Adanaspor) a. - Adem Büyük (Yeni Malatyaspor) - Ahmet Çalık (Konyaspor) - Jimmy Durmaz (Fatih Karagümrük SK) a. - Selçuk İnan (Karriere beendet) - Mario Lemina (FC Southampton) w.a. - Mariano (Atlético Mineiro) - Konstantinos Mitroglou (Olympique Marseille) w.a. - Yūto Nagatomo (Olympique Marseille) - Henry Onyekuru (AS Monaco) w.a. - Jean Seri (FC Fulham) a. Winter 2020/21 - Emin Bayram (Boluspor) a. - Younès Belhanda (Vertragsauflösung) - Mbaye Diagne (West Bromwich Albion) a. - Jesse Sekidika (Konyaspor) a. - Batuhan Şen (Menemenspor) a. - Erencan Yardımcı (Eyüpspor) |

## Saison
Alle Ergebnisse aus Sicht von Galatasaray Istanbul.
Die Tabelle listet alle Süper-Lig-Spiele des Vereins der Saison 2020/21 auf. Siege sind grün, Unentschieden gelb und Niederlagen rot markiert.

### Süper Lig
| ST | Datum              | Gegner                 | Ort                                    | Ergebnis  | Tor(e) für Galatasaray Istanbul                                                                                                  | Karte(n) für Galatasaray Istanbul                                                                      |
| -- | ------------------ | ---------------------- | -------------------------------------- | --------- | --- | --- |
| 01 | 12. September 2020 | Gaziantep FK           | Türk Telekom Stadyumu, Istanbul        | 3:1 (3:0) | 1:0 Falcao (8. Handelfmeter), 2:0 Kılınç (28.), 3:0 Falcao (40.)                                                                 | Luyindama (23.), Belhanda (78.)                                                                        |
| 02 | 20. September 2020 | Istanbul Başakşehir FK | Başakşehir Fatih Terim Stadı, Istanbul | 2:0 (1:0) | 1:0 Falcao (14. Handelfmeter), 2:0 Belhanda (76.)                                                                                | Antalyalı (86.)                                                                                        |
| 03 | 27. September 2020 | Fenerbahçe Istanbul    | Türk Telekom Stadyumu, Istanbul        | 0:0       | keine | Luyindama (15.), Falcao (47.), Turan (61.), Antalyalı (62.), Etebo (82.), Marcão (85.), Belhanda (86.) |
| 04 | 4. Oktober 2020    | Kasımpaşa Istanbul     | Recep Tayyip Erdoğan Stadı, Istanbul   | 0:1 (0:1) | keine | Luyindama (85.)                                                                                        |
| 05 | 19. Oktober 2020   | Alanyaspor             | Türk Telekom Stadyumu, Istanbul        | 1:2 (1:1) | 1:0 Falcao (34. Handelfmeter) | Etebo (30.), Marcão (42.), Belhanda (67.), Öztürk (83.), Etebo (45.+2')                                |
| 06 | 24. Oktober 2020   | BB Erzurumspor         | Kâzım Karabekir Stadyumu, Erzurum      | 2:1 (1:1) | 1:0 Kılınç (20.), 2:0 Falcao (64.)                                                                                               | Falcao (6.), Ö. Bayram (70.), Turan (77.), Falcao (73.)                                                |
| 07 | 31. Oktober 2020   | MKE Ankaragücü         | Türk Telekom Stadyumu, Istanbul        | 1:0 (1:0) | 1:0 Babel (45.+2') | Taşdemir (90.)                                                                                         |
| 08 | 8. November 2020   | Sivasspor              | Yeni 4 Eylül Stadyumu, Sivas           | 2:1 (1:0) | 1:0 Belhanda (14.), 2:0 Turan (48.)                                                                                              | Antalyalı (45.+5'), Babel (52.), Kocuk (90.+7')                                                        |
| 09 | 23. November 2020  | Kayserispor            | Türk Telekom Stadyumu, Istanbul        | 1:1 (0:0) | 1:0 Diagne (63. Foulelfmeter) | Akbaba (40.)                                                                                           |
| 10 | 28. November 2020  | Çaykur Rizespor        | Çaykur Didi Stadı, Rize                | 4:0 (1:0) | 1:0 Diagne (45.+2' Foulelfmeter), 2:0 Diagne (52.), 3:0 Diagne (79.), 4:0 Antalyalı (86.)                                        | Öztürk (78.)                                                                                           |
| 11 | 5. Dezember 2020   | Hatayspor              | Türk Telekom Stadyumu, Istanbul        | 3:0 (1:0) | 1:0 Diagne (32.), 2:0 Pablo Santos (64. Eigentor), 3:0 Aktürkoğlu (90.+3')                                                       | Diagne (9.), Marcão (59.), Taşdemir (69.)                                                              |
| 12 | 18. Dezember 2020  | Fatih Karagümrük SK    | Necmi Kadıoğlu Stadyumu, Istanbul      | 1:2 (0:0) | 1:1 Diagne (90.+6' Foulelfmeter)                                                                                                 | Donk (43.), Turan (69.), Ö. Bayram (90.+1'), Kol (90.+7'), Marcão (90.)                                |
| 13 | 22. Dezember 2020  | Göztepe Izmir          | Türk Telekom Stadyumu, Istanbul        | 3:1 (2:1) | 1:0 Kılınç (4.), 2:0 Turan (14.), 3:1 Feghouli (62.)                                                                             | Elabdellaoui (58.)                                                                                     |
| 14 | 26. Dezember 2020  | Trabzonspor            | Medical Park Stadyumu, Trabzon         | 2:0 (1:0) | 1:0 Turan (44.), 2:0 Çağlayan (55.)                                                                                              | Antalyalı (14.), Elabdellaoui (24.), Ö. Bayram (77.)                                                   |
| 15 | 2. Januar 2021     | Antalyaspor            | Türk Telekom Stadyumu, Istanbul        | 0:0       | keine | Kılınç (51.), Marcão (55.), Turan (81.)                                                                |
| 16 | 5. Januar 2021     | Konyaspor              | Büyükşehir Stadyumu, Konya             | 3:4 (1:1) | 1:1 Diagne (45.), 2:2 Diagne (77. Foulelfmeter), 3:4 Çağlayan (90.+4')                                                           | Ö. Bayram (39.), Donk (45.)                                                                            |
| 17 | 9. Januar 2021     | Gençlerbirliği Ankara  | Türk Telekom Stadyumu, Istanbul        | 6:0 (4:0) | 1:0 Diagne (1.), 2:0 Belhanda (30.), 3:0 Belhanda (44.), 4:0 Belhanda (45.+2'), 5:0 Çağlayan (64.), 6:0 Babel (67. Foulelfmeter) | keine                                                                                                  |
| 18 | 17. Januar 2021    | Beşiktaş Istanbul      | Vodafone Park, Istanbul                | 0:2 (0:0) | keine | Turan (13.), Çağlayan (34.), Diagne (58.)                                                              |
| 19 | 20. Januar 2021    | Denizlispor            | Türk Telekom Stadyumu, Istanbul        | 6:1 (3:0) | 1:0 Akbaba (8.), 2:0 Feghouli (17.), 3:0 Donk (45.+1'), 4:1 Özkal (60.), 5:1 Belhanda (26.), 6:1 Sekidika (90.+2')               | Antalyalı (6.)                                                                                         |
| 20 | 24. Januar 2021    | Yeni Malatyaspor       | Yeni Malatya Stadyumu, Malatya         | 1:0 (0:0) | 1:0 Babel (88.) | Antalyalı (81.), Babel (90.)                                                                           |
| 21 | 29. Januar 2021    | Gaziantep FK           | Gaziantep Stadyumu                     | 2:1 (0:0) | 1:0 Onyekuru (51.), 2:0 Onyekuru (78.)                                                                                           | Muslera (90.+8'), Saracchi (90.+8')                                                                    |
| 22 | 2. Februar 2021    | Istanbul Başakşehir FK | Türk Telekom Stadyumu, Istanbul        | 3:0 (1:0) | 1:0 Onyekuru (45.), 2:0 Donk (64.), 3:0 Mohamed (90.+2' Foulelfmeter)                                                            | Marcão (21.)                                                                                           |
| 23 | 6. Februar 2021    | Fenerbahçe Istanbul    | Şükrü Saracoğlu Stadı, Istanbul        | 1:0 (0:0) | 1:0 Mohamed (54.) | Saracchi (28.), Linnes (81.)                                                                           |
| 24 | 14. Februar 2021   | Kasımpaşa Istanbul     | Türk Telekom Stadyumu, Istanbul        | 2:1 (1:0) | 1:0 Aktürkoğlu (9.), 2:1 Mohamed (89. Foulelfmeter)                                                                              | keine                                                                                                  |
| 25 | 20. Februar 2021   | Alanyaspor             | Bahçeşehir Okulları Stadyumu, Alanya   | 1:0 (1:0) | 1:0 Kılınç (18.) | keine                                                                                                  |
| 26 | 27. Februar 2021   | BB Erzurumspor         | Türk Telekom Stadyumu, Istanbul        | 2:0 (2:0) | 1:0 Mohamed (38.), 2:0 Mohamed (45.)                                                                                             | Etebo (23.), Mohamed (79.), Antalyalı (81.)                                                            |
| 27 | 3. März 2021       | MKE Ankaragücü         | Eryaman Stadyumu, Ankara               | 1:2 (0:1) | 1:2 Aktürkoğlu (90.+3') | Yedlin (33.), Etebo (66.), Marcão (77.), Babel (90.+5'), Mohamed (57.)                                 |
| 28 | 7. März 2021       | Sivasspor              | Türk Telekom Stadyumu, Istanbul        | 2:2 (1:2) | 1:0 Falcao (14.), 2:2 Falcao (42. Handelfmeter)                                                                                  | Belhanda (58.), Marcão (63.), Muslera (63.), Dervişoğlu (90.+5')                                       |
| 29 | 13. März 2021      | Kayserispor            | Kadir Has Stadı, Kayseri               | 3:0 (1:0) | 1:0 Falcao (44.), 2:0 Onyekuru (81.), 3:0 Onyekuru (89.)                                                                         | Antalyalı (35.)                                                                                        |
| 30 | 19. März 2021      | Çaykur Rizespor        | Türk Telekom Stadyumu, Istanbul        | 3:4 (2:2) | 1:1 Yedlin (14.), 2:1 Akbaba (31.), 3:3 Meriah (74. Eigentor)                                                                    | Luyindama (45.+3'), Yedlin (52.), Marcão (88.), Yedlin (79.)                                           |
| 31 | 3. April 2021      | Hatayspor              | Yeni Hatay Stadyumu, Antakya           | 0:3 (0:2) | keine | Turan (24.), Özbayraklı (62.)                                                                          |
| 32 | 10. April 2021     | Fatih Karagümrük SK    | Türk Telekom Stadyumu, Istanbul        | 1:1 (0:0) | 1:1 Babel (62.) | Mohamed (15.), Akbaba (41.), Babel (84.), Fernandes (90.), Donk (79.)                                  |
| 33 | 17. April 2021     | Göztepe Izmir          | Gürsel Aksel Stadyumu, Izmir           | 3:1 (2:1) | 1:1 Aktürkoğlu (19.), 2:1 Aktürkoğlu (39.), 3:1 Aktürkoğlu (64.)                                                                 | Aktürkoğlu (45.)                                                                                       |
| 34 | 21. April 2021     | Trabzonspor            | Türk Telekom Stadyumu, Istanbul        | 1:1 (0:0) | 1:1 Akbaba (90.+6') | Marcão (56.)                                                                                           |
| 35 | 24. April 2021     | Antalyaspor            | Antalya Stadyumu                       | 1:0 (0:0) | 1:0 Mohamed (77.) | Turan (79.)                                                                                            |
| 36 | 28. April 2021     | Konyaspor              | Türk Telekom Stadyumu, Istanbul        | 1:0 (0:0) | 1:0 Akbaba (87.) | keine                                                                                                  |
| 37 | 2. Mai 2021        | Gençlerbirliği Ankara  | Eryaman Stadyumu, Ankara               | 2:0 (1:0) | 1:0 Dervişoğlu (44.), 2:0 Akbaba (53.)                                                                                           | Fernandes (39.)                                                                                        |
| 38 | 8. Mai 2021        | Beşiktaş Istanbul      | Türk Telekom Stadyumu, Istanbul        | 3:1 (2:1) | 1:0 Babel (11.), 2:1 Falcao (45.+1' Foulelfmeter), 3:1 Turan (76.)                                                               | Babel (6.), Marcão (14.), Donk (40.), Onyekuru (63.)                                                   |
| 39 | 11. Mai 2021       | Denizlispor            | Atatürk Stadı, Denizli                 | 4:1 (2:0) | 1:0 Dervişoğlu (22.), 2:0 Babel (35. Handelfmeter) 3:1 Mohamed (86. Foulelfmeter), 4:1 Onyekuru (89.)                            | keine                                                                                                  |
| 40 | 15. Mai 2021       | Yeni Malatyaspor       | Türk Telekom Stadyumu, Istanbul        | 3:1 (0:1) | 1:1 Dervişoğlu (53.), 3:1 Babel (60.), 3:1 Çağlayan (90.+3')                                                                     | keine                                                                                                  |

### Türkiye Kupası
| Runde         | Datum             | Gegner                | Ort                             | Ergebnis                         | Tor(e) für Galatasaray Istanbul           | Karte(n) für Galatasaray Istanbul |
| ------------- | ----------------- | --------------------- | ------------------------------- | -------------------------------- | ----------------------------------------- | --------------------------------- |
| 5. Hauptrunde | 15. Dezember 2020 | Darıca Gençlerbirliği | Türk Telekom Stadyumu, Istanbul | 1:0 (1:0)                        | 1:0 Belhanda (44. Foulelfmeter)           | keine                             |
| Achtelfinale  | 12. Januar 2021   | Yeni Malatyaspor      | Yeni Malatya Stadyumu, Malatya  | 1:1 n. V. (0:0, 0:0) (7:6 i. E.) | 1:1 Luyindama (120.+1')                   | keine                             |
| Viertelfinale | 10. Februar 2021  | Alanyaspor            | Türk Telekom Stadyumu, Istanbul | 2:3 (0:2)                        | 1:3 Mohamed (83.), 2:3 Fernandes (90.+4') | Marcão (90.+2')                   |

### UEFA Europa League
| Runde                  | Datum              | Gegner          | Ort                                   | Ergebnis  | Tor(e) für Galatasaray Istanbul                         | Karte(n) für Galatasaray Istanbul                 |
| ---------------------- | ------------------ | --------------- | ------------------------------------- | --------- | ------------------------------------------------------- | ------------------------------------------------- |
| 2. Qualifikationsrunde | 17. September 2020 | Neftçi Baku     | Neftçi Arena, Baku                    | 3:1 (1:0) | 1:0 Diagne (19.), 2:1 Luyindama (48.), 3:1 Diagne (63.) | Feghouli (54.), Saracchi (90.+2'), Nagatomo (70.) |
| 3. Qualifikationsrunde | 24. September 2020 | Hajduk Split    | Ali Sami Yen Spor Kompleksi, Istanbul | 2:0 (0:0) | 1:0 Belhanda (77.), 2:0 Babel (86.)                     | Ö. Bayram (37.)                                   |
| Play-offs              | 1. Oktober 2020    | Glasgow Rangers | Ibrox Stadium, Glasgow                | 1:2 (0:0) | 1:2 Marcão (87.)                                        | Elabdellaoui (29.), Belhanda (65.)                |

### Freundschaftsspiele
Diese Tabelle führt die ausgetragenen Freundschaftsspiele auf.
| Datum             | Gegner       | Ort                                    | Ergebnis  | Tor(e) für Galatasaray Istanbul               | Karte(n) für Galatasaray Istanbul |
| ----------------- | ------------ | -------------------------------------- | --------- | --------------------------------------------- | --------------------------------- |
| 28. August 2020   | Istanbulspor | Florya Metin Oktay Tesisleri, Istanbul | 1:0 (1:0) | 1:0 Diagne (21.)                              | keine                             |
| 31. August 2020   | Ümraniyespor | Florya Metin Oktay Tesisleri, Istanbul | 2:0 (1:0) | 1:0 Falcao (6. Elfmeter), 2:0 Ö. Bayram (80.) | keine                             |
| 3. September 2020 | Hatayspor    | Türk Telekom Stadyumu, Istanbul        | 1:1 (1:0) | 1:0 Turan (31.)                               | Ö. Bayram (53.), Antalyalı (84.)  |

## Statistiken

### Teamstatistik
| Wettbewerb         | Punkte | daheim | daheim | daheim | daheim | daheim | auswärts | auswärts | auswärts | auswärts | auswärts | Gesamt | Gesamt | Gesamt | Gesamt | Gesamt | Tordifferenz |
| Wettbewerb         | Punkte | Sp     | S      | U      | N      | TV     | Sp       | S        | U        | N        | TV       | Sp     | S      | U      | N      | TV     | Tordifferenz |
| ------------------ | ------ | ------ | ------ | ------ | ------ | ------ | -------- | -------- | -------- | -------- | -------- | ------ | ------ | ------ | ------ | ------ | ------------ |
| Süper Lig          | 84     | 20     | 12     | 6      | 2      | 45:17  | 20       | 14       | 0        | 6        | 35:19    | 40     | 26     | 6      | 8      | 80:36  | +44          |
| Türkiye Kupası     | –      | 2      | 1      | 0      | 1      | 3:3    | 1        | 0        | 1        | 0        | 1:1      | 3      | 1      | 1      | 1      | 4:4    | ±0           |
| UEFA Europa League | –      | 1      | 1      | 0      | 0      | 2:0    | 2        | 1        | 0        | 1        | 4:3      | 3      | 1      | 1      | 1      | 6:3    | +3           |
| Gesamt             | 84     | 23     | 14     | 6      | 3      | 50:20  | 23       | 15       | 1        | 7        | 40:23    | 46     | 28     | 8      | 10     | 90:43  | +47          |

### Saisonverlauf
| Spieltag | 1 | 2 | 3 | 4 | 5 | 6 | 7 | 8 | 9 | 10 | 11 | 12 | 13 | 14 | 15 | 16 | 17 | 18 | 19 | 20 | 21 | 22 | 23 | 24 | 25 | 26 | 27 | 28 | 29 | 30 | 31 | 32 | 33 | 34 | 35 | 36 | 37 | 38 | 39 | 40 | 41 | 42 |
| -------- | - | - | - | - | - | - | - | - | - | -- | -- | -- | -- | -- | -- | -- | -- | -- | -- | -- | -- | -- | -- | -- | -- | -- | -- | -- | -- | -- | -- | -- | -- | -- | -- | -- | -- | -- | -- | -- | -- | -- |
| Spielort | H | A | H | A | H | A | H | A | H | A  | H  | x  | A  | H  | A  | H  | A  | H  | A  | H  | A  | A  | H  | A  | H  | A  | H  | A  | H  | A  | H  | A  | x  | H  | A  | H  | A  | H  | A  | H  | A  | H  |
| Resultat | S | S | U | N | N | S | S | S | U | S  | S  |    | N  | S  | S  | U  | N  | S  | N  | S  | S  | S  | S  | S  | S  | S  | S  | N  | U  | S  | N  | N  |    | U  | S  | U  | S  | S  | S  | S  | S  | S  |
| Platz    | 4 | 1 | 3 | 4 | 6 | 3 | 3 | 3 | 3 | 2  | 3  | 2  | 2  | 2  | 1  | 3  | 5  | 3  | 4  | 3  | 3  | 3  | 2  | 1  | 1  | 1  | 1  | 1  | 2  | 2  | 2  | 3  | 3  | 3  | 3  | 3  | 3  | 3  | 3  | 3  | 2  | 2  |

Quelle: https://www.weltfussball.de/spielplan/tur-sueper-lig-2020-2021
Legende: Spielort: H = Heim; A = Auswärts. Resultat: S = Sieg; U = Unentschieden; N = Niederlage

### Spielerstatistiken
| Spieler              | Süper Lig | Süper Lig | Süper Lig   | Süper Lig  | Türkiye Kupası | Türkiye Kupası | Türkiye Kupası | Türkiye Kupası | Europa League | Europa League | Europa League | Europa League | Total    | Total | Total       | Total      |
| Spieler              | Einsätze  | Tore      | Gelbe Karte | Rote Karte | Einsätze       | Tore           | Gelbe Karte    | Rote Karte     | Einsätze      | Tore          | Gelbe Karte   | Rote Karte    | Einsätze | Tore  | Gelbe Karte | Rote Karte |
| -------------------- | --------- | --------- | ----------- | ---------- | -------------- | -------------- | -------------- | -------------- | ------------- | ------------- | ------------- | ------------- | -------- | ----- | ----------- | ---------- |
| Emre Akbaba          | 27        | 5         | 2           | 0          | 3              | 0              | 0              | 0              | 0             | 0             | 0             | 0             | 30       | 5     | 2           | 0          |
| Kerem Aktürkoğlu     | 27        | 6         | 1           | 0          | 2              | 0              | 0              | 0              | 0             | 0             | 0             | 0             | 29       | 6     | 1           | 0          |
| Taylan Antalyalı     | 34        | 1         | 8           | 0          | 2              | 0              | 0              | 0              | 3             | 0             | 0             | 0             | 39       | 1     | 8           | 0          |
| Ryan Babel           | 32        | 7         | 5           | 0          | 2              | 0              | 0              | 0              | 3             | 1             | 0             | 0             | 37       | 8     | 5           | 0          |
| Emin Bayram          | 2         | 0         | 0           | 0          | 1              | 0              | 0              | 0              | 0             | 0             | 0             | 0             | 3        | 0     | 0           | 0          |
| Ömer Bayram          | 32        | 0         | 4           | 0          | 2              | 0              | 0              | 0              | 3             | 0             | 1             | 0             | 37       | 0     | 5           | 0          |
| Younès Belhanda      | 22        | 6         | 4           | 0          | 3              | 1              | 0              | 0              | 3             | 1             | 1             | 0             | 28       | 8     | 5           | 0          |
| Oğulcan Çağlayan     | 18        | 4         | 1           | 0          | 1              | 0              | 0              | 0              | 0             | 0             | 0             | 0             | 19       | 4     | 1           | 0          |
| Halil Dervişoğlu     | 12        | 3         | 1           | 0          | 0              | 0              | 0              | 0              | 0             | 0             | 0             | 0             | 12       | 3     | 1           | 0          |
| Mbaye Diagne         | 15        | 9         | 1           | 1          | 1              | 0              | 0              | 0              | 3             | 2             | 0             | 0             | 19       | 11    | 1           | 1          |
| Ryan Donk            | 32        | 2         | 4           | 1          | 1              | 0              | 0              | 0              | 1             | 0             | 0             | 0             | 34       | 2     | 4           | 1          |
| Jimmy Durmaz         | 1         | 0         | 0           | 0          | 0              | 0              | 0              | 0              | 1             | 0             | 0             | 0             | 2        | 0     | 0           | 0          |
| Omar Elabdellaoui    | 10        | 0         | 2           | 0          | 1              | 0              | 0              | 0              | 2             | 0             | 1             | 0             | 13       | 0     | 3           | 0          |
| Bartuğ Elmaz         | 1         | 0         | 0           | 0          | 0              | 0              | 0              | 0              | 0             | 0             | 0             | 0             | 1        | 0     | 0           | 0          |
| Oghenekaro Etebo     | 24        | 0         | 4           | 1          | 3              | 0              | 0              | 0              | 2             | 0             | 0             | 0             | 29       | 0     | 4           | 1          |
| Falcao               | 17        | 9         | 2           | 1          | 0              | 0              | 0              | 0              | 1             | 0             | 0             | 0             | 18       | 9     | 2           | 1          |
| Sofiane Feghouli     | 22        | 4         | 0           | 0          | 0              | 0              | 0              | 0              | 3             | 0             | 1             | 0             | 25       | 4     | 1           | 0          |
| Gedson Fernandes     | 17        | 0         | 2           | 0          | 1              | 1              | 0              | 0              | 0             | 0             | 0             | 0             | 18       | 1     | 2           | 0          |
| Emre Kılınç          | 35        | 4         | 0           | 1          | 3              | 0              | 0              | 0              | 3             | 0             | 0             | 0             | 41       | 4     | 0           | 1          |
| Okan Kocuk           | 10        | 0         | 1           | 0          | 1              | 0              | 0              | 0              | 0             | 0             | 0             | 0             | 11       | 0     | 1           | 0          |
| Ali Yavuz Kol        | 4         | 0         | 1           | 0          | 1              | 0              | 0              | 0              | 0             | 0             | 0             | 0             | 5        | 0     | 1           | 0          |
| Christian Luyindama  | 24        | 0         | 4           | 0          | 2              | 1              | 0              | 0              | 2             | 1             | 0             | 0             | 28       | 2     | 4           | 0          |
| Marcão               | 37        | 0         | 10          | 1          | 2              | 0              | 1              | 0              | 3             | 1             | 0             | 0             | 42       | 1     | 11          | 1          |
| Mostafa Mohamed      | 16        | 8         | 2           | 1          | 1              | 1              | 0              | 0              | 0             | 0             | 0             | 0             | 17       | 9     | 2           | 1          |
| Fernando Muslera     | 22        | 0         | 2           | 0          | 1              | 0              | 0              | 0              | 0             | 0             | 0             | 0             | 23       | 0     | 2           | 0          |
| Martin Linnes        | 22        | 0         | 1           | 0          | 1              | 0              | 0              | 0              | 3             | 0             | 0             | 0             | 26       | 0     | 1           | 0          |
| Henry Onyekuru       | 14        | 5         | 1           | 0          | 1              | 0              | 0              | 0              | 0             | 0             | 0             | 0             | 15       | 5     | 1           | 0          |
| Şener Özbayraklı     | 12        | 0         | 1           | 0          | 1              | 0              | 0              | 0              | 0             | 0             | 0             | 0             | 13       | 0     | 1           | 0          |
| Valentine Ozornwafor | 1         | 0         | 0           | 0          | 0              | 0              | 0              | 0              | 0             | 0             | 0             | 0             | 1        | 0     | 0           | 0          |
| Fatih Öztürk         | 8         | 0         | 2           | 0          | 1              | 0              | 0              | 0              | 3             | 0             | 0             | 0             | 12       | 0     | 2           | 0          |
| Marcelo Saracchi     | 27        | 0         | 2           | 0          | 1              | 0              | 0              | 0              | 1             | 0             | 1             | 0             | 29       | 0     | 3           | 0          |
| Jesse Sekidika       | 6         | 1         | 0           | 0          | 1              | 0              | 0              | 0              | 0             | 0             | 0             | 0             | 7        | 1     | 0           | 0          |
| Emre Taşdemir        | 9         | 0         | 2           | 0          | 2              | 0              | 0              | 0              | 1             | 0             | 0             | 0             | 12       | 0     | 2           | 0          |
| Arda Turan           | 32        | 4         | 7           | 0          | 1              | 0              | 0              | 0              | 1             | 0             | 0             | 0             | 34       | 4     | 7           | 0          |
| DeAndre Yedlin       | 11        | 1         | 2           | 1          | 1              | 0              | 0              | 0              | 0             | 0             | 0             | 0             | 12       | 1     | 2           | 1          |

## Sponsoren
- Ausrüster: Nike
- Trikotsponsor: Sixt / Turkish Airlines (UEFA)
- Ärmelsponsor: Nesine.com
- Rückensponsor: Magdeburger Feuerversicherungs-Gesellschaft